# Barnstorming
Штурм сараев или барншту́рминг также встречается написание барнсто́рминг (от англ. Barnstorming, где Barn — сарай, storming — штурмовать) — образ жизни и способ заработка, вид развлечения с применением самолётов в ходе которого опытные лётчики, самостоятельно или в группах, выполняют в воздухе различные трюки пилотажа, либо же просто совершают за определённую плату обзорные или экстремальные полёты.
«Барнштурминг» обрёл популярность в США вместе с развитием гражданской авиации в 1920-х годах — период после первой мировой войны, называемый в штатах «Ревущими двадцатыми».
Трюки могут выполняться как для заплативших за развлечение пассажиров находящихся на борту, так и в форме авиашоу для аудитории находящейся на земле, подобно выступлению цирка, группу выступающих в таком случае так и называют — летающий цирк.
Пилотов летавших по стране выполняя различные трюки с целью привлечь внимание покупателей для дальнейшей продажи им полётов называли «налётчики на сараи» или «барншту́рмеры» (англ. barnstormers), такое название произошло от того что пилоты вели бродячий образ жизни и в попытках заработать, всегда приземлялись как можно ближе к городу, а наилучшим местом для посадки всегда было ровное и ухоженное фермерское поле, единственный в нём приметный ориентир был сарай его владельца.
Барнштурмеры совершали «рейды» на небольшие городки летая из штата в штат по всей стране, рассчитывая заработать.
Целью выполнения трюков одиночными пилотами было впечатлить публику своим мастерством, продемонстрировать технические возможности самолётов и показать потенциальным покупателям, что у них есть возможность насладится свободой передвижения которую может подарить человеку только самолёт, по возможности завлечь и созвать всех жителей ближайших окрестностей желающих прокатиться, полетать за небольшую плату.
Пилоты делали несколько облётов над городом уведомляя всех жителей о своём прибытии, а затем продолжительно и плавно, обозначая место где они приземляться, заходили по спирали на посадку.
Первым лётчиком начавшим практиковать «барнштурминг» был американец Чарльз Линдберг — первый пилот перелетевший Атлантический океан в одиночку.

## История

### Зарождение

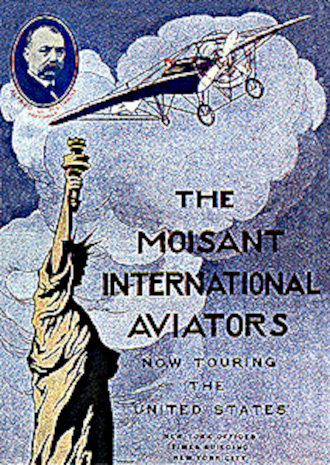
Плакат рекламирующий одну из первых команд выступавших на самолётах для публики — «the Moisant International Aviators», 1910 год.

Самые первые команды лётчиков и акробатов выступавших перед зрителями с воздушными шоу, появились ещё до Первой Мировой Войны усилиями Братьев Райт и Гленна Кёртисса, в них входили такие лётчики как Линькольн Бюше и Дидье Массон. Однако первым «барнштурмером», который учился летать на Кёртисс JN-4 в 1909 году, был Чарльз Фостер Уиллард, Уиллард также прославился тем, что стал первым в кого стреляли в самолёте — один раздражённый фермер выстрелил в него из мелкокалиберной винтовки попав в пропеллер.

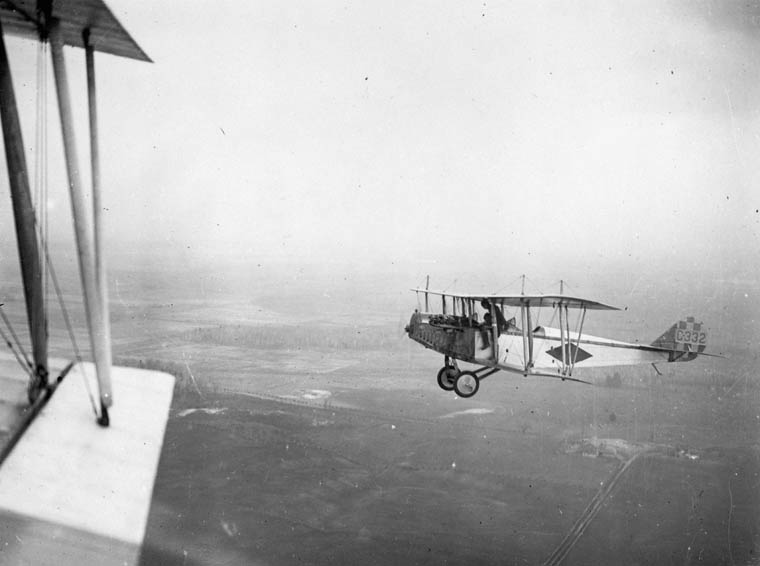
Биплан Кёртисс JN-4 «Дженни» над центральным Онтарио, Канада, 1918 год.

Во время первой Мировой Войны, Соединённые штаты производили большое[какое?] количество бипланов Кёртисс 4 «Дженни» для обучения военных лётчиков, почти каждый[прояснить] пилот в США в то время учился летать именно на «Кёртиссе». После Войны правительство США распродавало более ненужную ему технику, в том числе и «четвёртые кёртиссы» по цене в 25 раз ниже закупочной — каждый обошёлся в закупке в 5000 долларов, но позднее был продан всего за 200.
Это позволило многим отставным военнослужащим, знакомым с этой техникой, купить себе во владение собственные самолёты. В то время на рынке по приемлемой цене также был доступен и схожий во внешнем виде биплан — «Standart J-1». В тоже самое время[какое?] появлялось множество компаний производителей летательных аппаратов, большинство из них оказывались убыточными произведя лишь малое количество самолётов. Хоть многие[прояснить] из этих самолётов были довольно надёжными и даже оснащались некоторыми[прояснить] техническими новшествами, они тем не менее не находили успеха на авиационном рынке. Множество из них нашли своё применение в единственных сферах где оставался спрос — «барнштурминг» и мелкие грузоперевозки (включая контрабанду). Зачастую самолёт «кочевал» между этими областями применения меняя одну на другую по мере того, как владельцу представлялась возможность заработать. Отсутствие регулировки и контроля со стороны правительства также способствовало распространению «барнштурминга».

#### Летающие цирки
Несмотря на то что барнштурмеры часты работали в одиночку или в маленьких командах, некоторые собирались в большие группы — «летающие цирки», которые включали в состав сразу несколько самолётов и трюкачей. Они были хорошо организованы и даже нанимали в городах промоутеров, чтобы заранее распродавать билеты на предстоящее авиашоу. Наиболее известными «летающими цирками» Америки были «the Five Blackbirds», «the Flying Aces Air Circus», «the 13 Black Cats», «Mabel Cody’s Flying Circus», «Inman Brothers Flying Circus». Наиболее значимым и коммерчески успешным был «Gates Flying Circus», он собирал на пике своей популярности десятки тысяч людей на одном шоу и по оценке журнала «Time» организовал за время своего существования 2000 выступлений в 44 различных штатах.

#### Чарльз Линдберг, до своей известности

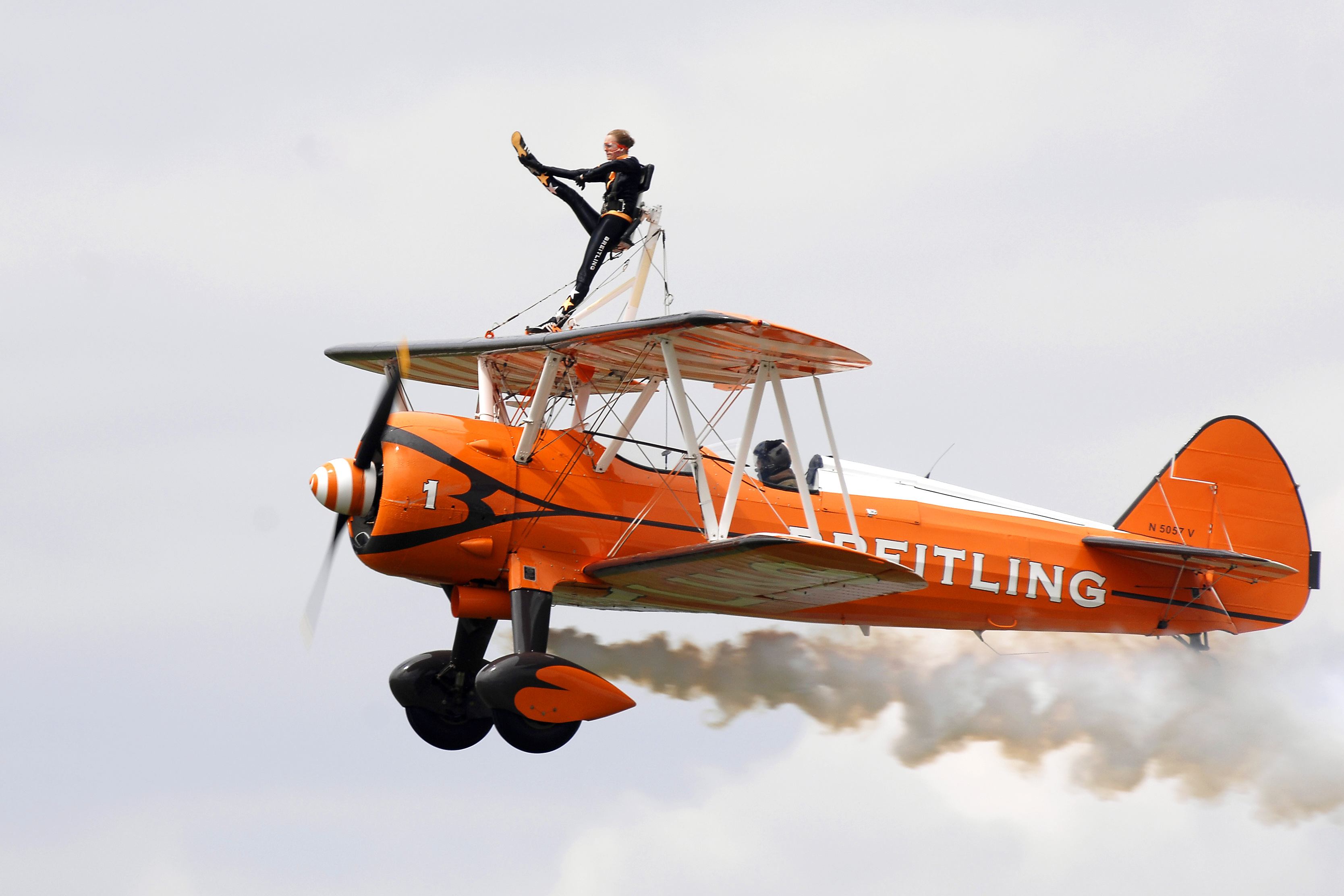
Акробат команды «Breitling Wingwalkers» на крыле биплана, авиашоу Фа́рнборо в Англии, 2012 год.

Чарльз Линдберг увлёкся барнштурмингом в свои ранние годы[когда?], вместе с летающим цирком Мари Мэйер, ведя гастролирующий образ жизни. Позже Эррольд Баул нанял его в роли помощника. В качестве рекламного трюка Линдберг вызвался забраться на крыло и махать рукой людям на земле.

### Распорядок
Сезон «барнштурминга» начинался с уходом снега, приходом весны и продолжался до поздней осени. Большинство представлений начинались с того, что пилот или группа пилотов пролетали над маленьким городом, чтобы привлечь внимание потенциальных покупателей. Затем они приземлялись на местной ферме (отсюда и термин «штурм сарая») и договаривались с владельцем земли об использовании поля в качестве временной взлётно-посадочной полосы, с которой можно было взлетать для шоу или на которую садиться и забирать пассажиров для «покатушек». После установления временной базы для дальнейших операций, пилоты часто оповещали поселение о проводимых платных полётах цепляя за самолёт крюком с привязанным тросом баннер, развивающийся за самолётом и совершали ещё несколько облётов по округе. В некоторых городках прибытие барнштурмера или группы лётчиков было настоящим событием и вело к полному прекращению всей деятельности и закрытию города на период пока люди стекались смотреть на представление.

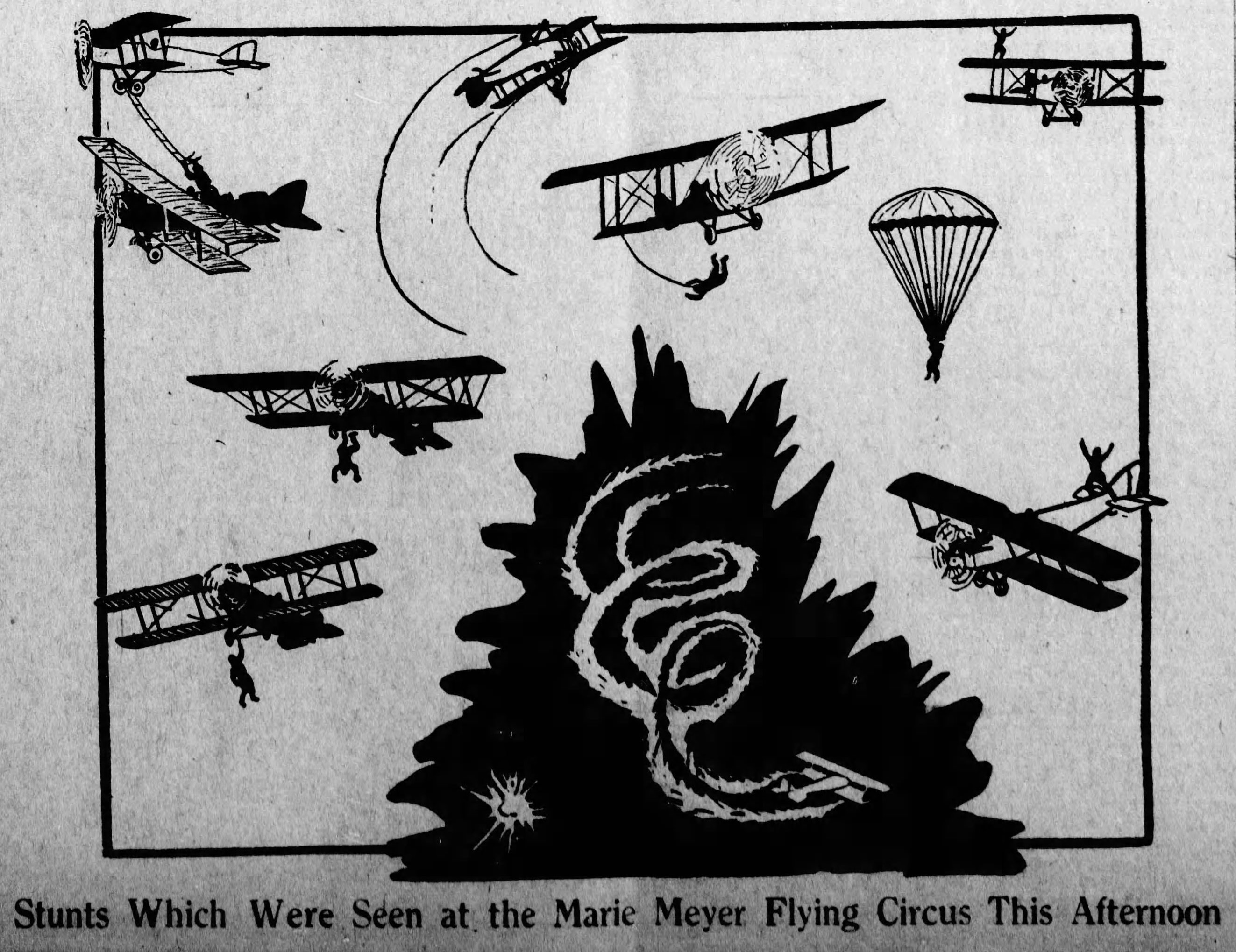
Трюки которые можно было увидеть в исполнении летающего цирка Мари Мэйер, 1924 год.

### Трюки
Барнштурмеры выполняли множество различных трюков в паре с акробатами. Пилот выполнял различные элементы пилотажа такие как виражи, спирали, восьмёрки, перевороты, петли, бочки, скоростные вращения, нырки, в то же самое время акробат демонстрировал хождение по крыльям, менял на лету самолёты, выпрыгивал с парашютом или играл в теннис, танцевал на крыльях, бросал предметы на точность. Были и совсем рискованные трюки, такие как вхождение в штопор и пикирование с последующим пролётом через открытый сарай, иногда они заканчивались авариями.

### Заработок
«Барнштурмеры» предлагали полёт на самолёте за небольшую плату — Линдберг, например, брал с пассажиров 5 долларов за 15-ти минутный полёт, писатель Ричард Бах тоже промышлявший «штурмами сараев», но уже на полвека позднее Линдберга, в 1960-х годах — брал 3 доллара за 10-ти минутный полёт.
Каким бы «барнштурминг» со стороны не казался, полным веселья и приключений, романтичным образом жизни, для одиночных и неорганизованных в бизнес-предприятие бродячих пилотов такой стиль жизни и способ заработка нельзя было назвать стабильным, доходным и лёгким — чтобы «свести концы с концами» лётчики включая Чарльза Линдберга часто вынуждены были подрабатывать в роли авиаинструкторов, разнорабочих и заправщиков на автомобильных станциях. «Барнштурмеры» нередко вынуждены были договариваться с владельцами гостиниц и частных домов — полёт на самолёте взамен на крышу над головой и пищу.

## Примечательные барнштурмеры
- Джимми Эйнджел
- Па́нчо Барнс
- Ли́нкольн Бюше́
- Дже́рри Кобб
- Бе́сси Ко́лман
- Рола́н Гарро́с
- Текс Джонстон
- Ча́рльз Ли́ндберг
- Луи Пола́н
- Адо́льф Пегу́
- Уайли Пост
- Гарриет Куимби
- Эрнст Удет
- Ричард Бах